# Фовизам
Фовизам је уметничка група основана 1905. у Паризу. Фовизам је била прва уметничка револуција у 20. веку. Име се односило на малу групу истомишљеника сликара Анрија Матиса, Мориса Вламенка и Андре Дерена који су у 1905. године излагали у париском Јесењем салону. Један критичар користи израз Les Fauves (у преводу „дивље звери’’) за ове уметнике (као иронично подругивање), који тада постаје име целе групе.
Главно обележје фовистичке уметности је жестина боја и деформација фигура. На сликама уметника ове групе је очигледна и интенционална одсутност закона линеарне перспективе. То је узроковало велики скандал због којег су и добили име „дивље звери“ (фр. fauves). Фовизам није била повезана уметничка група. Ти уметници су само једном излагали заједно. Њихова уметност ће касније имати утицај на немачки експресионизам.

## Историја фовизма
Каже се да је појам fauves (дивље звери) први искористио француски критичар Луј Восел. У Јесењем салону у Паризу 1905. године у истој соби су се појавиле слике групе младих уметника – међу којима су били Матис, Дерен, Манген, Марке, Вламенк и Руо. Слике је карактерисала жестина боја и претерана поједностастављеност масе и облика. У средишту собе је била једна мала бронзана статуа у стилу италијанске ране ренесансе француског вајара Албера Маркеа (не мешати са сликарем Албером Маркеом). Говорило се да је Восела толико зачудио контраст између статуе и слика које су је окруживале да је узвикнуо: Ah, Donatello au milieu des fauves? (Донатело сред дивљих звери?). Име је остало, а изложба из 1905. године је постала позната под именом „Салон дивљих звери”, где је соба Матиса и његових колега била „средишњи кавез”.
Ако је ова прича истинита, Восел је могао бити поносан на то да је крстио два најзначајнија покрета с почетка 20. века, фовизам и кубизам, иако се фовизам може сматрати покретом тек у једном ограниченом смислу. За разлику од, на пример, уметника експресионистичке групе Мост, сликари фовисти се нису удружили у неко озваничено друштво или удружење. Нису имали манифест и нису тежили једној складној естетици која би служила за препознавање групе. Пре да је реч о једном опуштеном кругу пријатеља са Матисом на челу као признатим вођом. Први чланови фовиста – Матис, Руо, Монген, Марке и Камуа –, заједно су учили цртање и сликање у атељеу Гистава Мороа између 1891 и 1897. године. Године 1901. Матис је упознао другу двојицу фовиста Вламенка и Дерена, који су заједно радили у Шатуу. Наредне године, ова слабо повезана група и чији се састав стално мењао, почела је да излаже у галерији париске галеристкиње и трговкиње уметности Берте Вајл. Од 1903. до 1907. Матис и његови пријатељи су прилично често одржавали заједничке изложбе, како у новоствореном Јесењем салону, тако и у сад већ старом Салону независних. У априлу 1904. Берт Вајл је у својој галерији изложила збирку дела Матиса, Камуаа, Мангена, Маркеа и Жана Пуја; У пролеће 1905. године практично сви чланови Матисовог круга излагали су своја дела на Салону независних, мада су тек у јесен те године критичари почели да их сматрају групом и да у њиховим делима препознају одређене заједничке црте и склоности. Такође у том Салону из 1905. године, Матис је изложио своју главну фигуративну слику овог периода, Луксуз, одмор и сладострашће (Luxe, Calme et Volupté; приватна колекција), са очигледним утицајима неоимпресионизма Сињака и Кроса. Упркос извесној дози негативних критика, ову слику је одмах купио са̂м Сињак, који је очигледно сматрао да је стекао још једног следбеника своје доктрине неоимпресионизма. Није разумео колико ће ово преобраћање кратко трајати.
Равнодушност са којом је Матисова слика Луксуз, одмор и сладострашће примљена међу критичарима и публиком није ништа у поређењу са скандалом који се догодио на инаугурацији Јесењег салона. Неколико месеци касније исте године, Лео Штајн, касније један од главних колекционара Матисових слика, за слику Жена са шеширом је рекао да је то „најружнија мрља боје коју је икада видео”. Један критичар је за слике групе фовиста изјавио да „немају никакве везе са сликарством”. Очигледно, оно што је највише вређало критичаре и публику код фовиста је жестина неприродних боја, што је управо заједничка карактеристика читаве групе. Критичари тог времена се нису потрудили да разликују између дела различитих уметника који су учествовали у овом такозваном „Салону звери”, мада су, ако се пажљиво гледа, разлике упадљиве колико и њихове заједничке особине.
Матис је досегао интензивни хроматизам у свом делу експериментишући са чистим бојама неоимпресионизма; Вламенк је био ближи Ван Гогу неко било ком другом модерном француском сликару; Дерена је више занимала структурна употреба боје од било ког другог савременика. Руо, у одређеном смислу на периферији групе фовиста, показивао је више интересовања за изобличеност облика него за жестину боје и његова палета је увек остала тамна: Алфред Х. Бар га је називао „фовистом кроз стакло тамних наочара”. Сем Руоа, међутим, други фовисти су делили врло сличан укус за цртеж и декоративне ефекте боје.
У овом периоду, све до 1907, фовисти су сматрали боју главним водичем сликаревог израза. Период 1906–7. је означио врхунац фовизма. У Салону независних из 1906. Матис је изложио своје главно дело овог периода, Радост живљења (Задужбина Барнс, Мерион, Пенсилванија). У Јесењем салону исте године фовисти су снажно наступили а међу њима су се појавили и нови, тек пристигли чланови, Отон Фриз и Раул Дифи, који су представљали „школу из Авра”. Наредне, 1907. године, група је проширена присуством чланова које се може сматрати „фовистима у пролазу”: Анри Л Фокоње, Жан Мецанже и Жорж Брак. Те јесени је Матис послао још пет слика на Јесењи салон, међу којима је била и једна од велике важности, слика Музика. Међутим, већ тада је његов положај вође уметничке авангарде доведен под знак питања због налета таласа кубизма. Јесењи салон из 1907. се данас више памти због ретроспективе Сезановог дела, која је задивила кубисте, него због Матисовог доприноса истом. Многи млади сликари, као Брак, а које је одређено време привлачио хроматски шарм фовизма, од тог момента су почели да се занимају више за форму него за боју (освојени, стога, идејом да сматрају фовизам једним тренутачним и пролазним стилом, будући да се узастопно јачање жестине боје није могло сматрати дуготрајним циљем сликарства). Упркос љубомори према кубистима, сам Матис је већ напуштао привидну спонтаност својих првих фовистичких манира у корист једне прорачунатије логике која карактерише његово сликарство у периоду између 1908 и 1914. године.
Изненађујуће, сликари фовисти, а посебно Матис, су били више цењени изван Француске. Пре Првог светског рата, једна од најбољих збирки фовистичког сликарства је била у Русији: московског маршанта Сергеја Шчукина. Налет фовистичког покрета се брзо ширио; иако није било важних колективних изложби фовиста изван Париза све до краја деценије, бројни страни уметници су пристизали у Париз у време његовог врхунца, од 1905–07. године. Кандински, на пример, је посетио Јесењи салон 1906, и Салон независних 1907. године. Маршант Паул Касирер, не без одређеног негодовања, је изложио више Матисових слика у Берлину, у зиму 1908–09. године. Такође 1909. године, у часопису Уметност и уметник (Kunst und Künstler), појавиле су се, преведене на немачки, Матисове Белешке једног сликара (Notes d’un peintre). У априлу 1911. више уметника, међу којима су били Анри Манген, Албер Марке, Андре Дерен, Жан Пуи, Жорж Брак, Отон Фриз, Кес ван Донген, Морис Вламенк и – изненађујуће – Пабло Пикасо, су учествовали на XXII Изложби Берлинске Сецесије под именом „Експресионисти”.

## Фовистичка уметност
Фовисти нису имали неку посебну залеђину у виду теорије, стога фовизам настаје и развија се као негација и реакција на импресионизам и натурализам. Уметност Пола Гогена, Жоржа Сераа и Винсента ван Гога, такође игра значајну улогу. Од ван Гога преузимају снагу колорита, а од Гогена плошност композиције. Од Сераа преузимају рационалност аранжмана композиције, а од Едварда Мунка снагу изражајности, експресије. Као резултат утисак је упечатљив колорит, преко употребе жарких и чистих боја директно из тубе, поједностављење композиције и одрицање од моделовања облика, као и наглашавање личног и спонтаног израза.
Док је публика релативно мало знала о Сезану и Ван Гогу као револуционарима, није могла игнорисати присуство ове групе младих сликара, који су у Паризу изазвали сензацију својим групним изложбама, памфлетима и другим облицима самопромоције. Заправо, фовисти су настојали да делују према имену које су добили. Међутим, у периоду од само седам година они су изгубили своју првобитну снагу и сматрани су прилично смиреним у односу на нове покрете који су у међувремену настајали. Фовизам је углавном емоционални покрет који тежи да стигне до емоционалне „суштине” предмета на рачун спољашњег изгледа. Карактеристике њиховог израза су декоративност, живост, али и жестина боје, спонтаност и интуиција.
Боја, бљештавило и сугестивна рафинираност, коју срећемо у делима Анрија Матиса званичног вође групе, су под утицајем персијске и блиско-источне уметности. Група као целина, била је под сличним утицајима и често је трагала за узорима у музејима, где су били изложени експонати групног уметничког изражавања, старијих, али и географски прилично удаљених цивилизација. Инспирисали су се византијском уметношћу, уметношћу коптских хришћана, архајским грчким уметницима, као и уметношћу афричких племена, племена Океаније и америчких Индијанаца. Извор Матисове инспирације биле су афричке маске и скулптуре, па лица његових фигура одликује безличност и укоченост маски. Иза тог ефекта безличности извире нека мистерија или претња, заснована на енигматичним квалитетима страног израза.
Упркос јаким, вибрантним бојама које обично користе експресионисти, сликари Матис, Утрило, Дерен и Амедео Модиљани, често граде пријатне декоративне структуре којима настављају дугу традицију „класичне“ уздржаности француског и италијанског сликарства. С друге стране, Жорж Руо је изузетак у француском експресионизму, јер је његово дело много драматичније, попут немачког експресионизма. Његово сликарство жестоко изражава реакције на хипокризију материјализма његовог доба, кроз омиљено коришћење дебелих наслага црвеног и црног. Његове слике Христа су симболи нехуманости човека према човеку, а портрети судија откривају злочин и корупцију који досежу чак и тамо где се претпоставља да треба да влада правда. Руолово мишљење о француским лидерима, тога доба кроз његово сликарство није нимало ласкаво. Слично као Гоја у Шпанији инквизиције, корупције и изобличености у редовима монархије, Руол не оставља простор за компромис са тадашњим француским друштвом.

## Значај фовизма
Фовистичка побуна против традиције била је прва силна експлозија у уметности двадесетог века. Послужила је као пример читавом наредном низу ревоулиција које карактеришу историју модерне уметности. Ипак, била је суштински друкчија од покрета као што су кубизам, апстракција и надреализам. Фовизам је као покрет трајао тек неколико година. Иако су још 1903. уметници повезани с тим покретом стварали слике које би се могле описати као фовистичке, покрет као такав настао је 1905. или 1906. године. После две или три године чланови групе су почели да истражују друге правце и 1908. је фовизам као покрет престао да постоји. Фовисти заправо нису унели „нову” идеју у сликарство 20. века, већ су привели логичним закључцима — и у том процесу уништавали — идеје великих новатора претходне генерације — Гогена, Ван Гога и Сераа. Свет уметности је углавном још био свет академија, чија је сигурност била поткопавана тежњом сликара-симболиста ка езотеричној садржини, набистичким еклектичним адаптацијама Гогена, Редона и Сезана и покушајима ар нувоа да створи нову хармонију свих уметности на темељу декоративног линеарног обрасца.
Фовисти су желели да побегну од ограничења своје средине враћајући се начелима о организацији боје које су истицали Гоген, Сера и Ван Гог. Иако су наставили да сликају објективни свет — пејзаже, фигуре, портрете и мртве природе — они су те садржаје чинили апстрактним, снажно одвајајући боју од њене дескриптивне функције. Служећи се бојом директно, у свом њеном непомућеном сјају, постигли су да она дејствује независно. Све то су проповедали и упражњавли Гоген, Ван Гог и, на други начин, Сера и његови следбеници. Фовисти су, међутим, начела претворили у дела енергијом и смелошћу које превазилазе смелост и енергију њихових учитеља. Боја се, дакле, користила експресивно колико и структурално, па се фовизам може звати и обликом експресионизма. Сасвим логично, фовизам ће најнепосредније и најтрајније деловати на експресионистичко крило модерне уметности, нарочито за време његовог сазревања у Немачкој током првих деценија 20. века. 
За фовизам је карактеристично да је известан број сликара створио своја најбоља дела за време директне повезаности с тим покретом. За Матиса, фовизам је био само почетак од којег је продужио ка већим достигнућима. Дерен и Вламенк, међутим, касније су изгубили виталност која је присутна у њиховим фовистичким делима. То је био случај и са Албером Маркеом, мада би се могло рећи да Марке заиста никада није ни био фовист. Ван Донген је постао помодан сликар портрета и ноћног живота. 
Друга двојица сликара која ће даље наставити пут ка величини су Жорж Руо и Жорж Брак чије каријере припадају наредним поглављима модерне уметности.

## Познати уметници који су припадали фовизму
- Анри Матис
- Андре Дерен
- Албер Марке
- Анри-Шарл Манаген
- Жорж Руо
- Жорж Брак (делом)
- Жан Пи
- Луи Валта
- Кес ван Донген
- Морис Вламенк
- Отон Фријез
- Раул Дифи
- Хаим Сутим
- Шарл Камоан
- Надежда Петровић